# 丽园路 (上海)
丽园路是中華人民共和國上海市黃浦區一條東西走向道路，西起徐家匯路，東至南车站路，道路始建於中華民国3年（1914年），路名來自當時的園林丽园。道路沿途有麗園公園。